# Vargön, Helsingfors
Vargön (finska: Susisaari) är en ö i Finland. Den ligger i kommunen Helsingfors i den ekonomiska regionen Helsingfors och landskapet Nyland, i den södra delen av landet. Arean är 0,68 kvadratkilometer.
Vargön ingår i fästningen Sveaborg.